# Morgongiori
Morgongiori (Mragaxòri in sardo) è un comune italiano di 624 abitanti della provincia di Oristano in Sardegna, nella antica regione della Marmilla.

## Geografia fisica

### Territorio
Morgongiori sorge sul versante meridionale del monte Arci. Tra le aspre pareti rocciose che lo circondano, spicca la scultura naturale chiamata "Testa del guerriero".

## Storia
I numerosi siti archeologici del territorio e le officine per l'estrazione e la lavorazione dell'ossidiana, testimoniano la presenza dell'uomo nel territorio fin dai tempi più antichi. L'area fu abitata anche in epoca nuragica per la presenza nel territorio di alcuni nuraghi.
Nel Medioevo appartenne al giudicato di Arborea, e fece parte della curatoria di Parte Montis. 
Alla caduta del giudicato (1410) entrò a far parte del Marchesato di Oristano, e alla definitiva sconfitta degli arborensi (1478) passò sotto il dominio aragonese e fu incorporato nell'Incontrada di Parte Montis, occupato dalle truppe del feudatario di Quirra Berengario Bertran Carroz, che sposando Eleonora Manriquez ne ottenne ufficialmente dal re il controllo fino all'estinzione dei Bertran Carroz nel 1511.
Nel 1603 fu incorporato nel marchesato di Quirra, feudo prima dei Centelles fino al 1670, poi dei Català e infine (dal 1766) degli Osorio de la Cueva. Il paese fu riscattato agli ultimi feudatari nel 1839, con la soppressione del sistema feudale.

### Simboli
Lo stemma e il gonfalone del comune di Morgongiori sono stati concessi con decreto del presidente della Repubblica del 7 gennaio 2010.
Il gonfalone municipale è un drappo di giallo.

## Monumenti e luoghi d'interesse

### Siti archeologici
Nel territorio di Morgongiori sono presenti diverse testimonianze della presenza dell'uomo preistorico:
- la domus de janas di Prabanta o di Su Forru de Luxia Arrabiosa
- la domus de janas di Sa Forra'e su Stabi de Luxia Arrabiosa
- il menhir di Prabanta su Frucoi de Luxia Arrabiosa
- il nuraghe di Su Trunku de is Pillonis
- il santuario nuragico di Sa Grutta de is Caombus e Sa Scaba 'e Cresia in località Sa Punta 'e Santu Marcu[7]

## Società

### Evoluzione demografica
Abitanti censiti

### Lingue e dialetti
La variante del sardo parlata a Morgongiori è il campidanese oristanese.

## Cultura

### Cucina
Is lorighittas: pasta tipica preparata a mano attorcigliando tra le dita un doppio filo di pasta fino a creare una treccina chiusa a formare un anello (loriga, in sardo).